# Scottish Widows
Scottish Widows — шотландская страховая компания, основанная в 1815 году, и расположенная в Эдинбурге. Является дочерней компанией банковского концерна Lloyds Banking Group.

## Деятельность
«Scottish Widows» впервые упомянута на массовом телевидении в телевизионной рекламе Дэвида Бейли в 1986 году. С тех пор с компанией сняли 10 рекламных роликов.

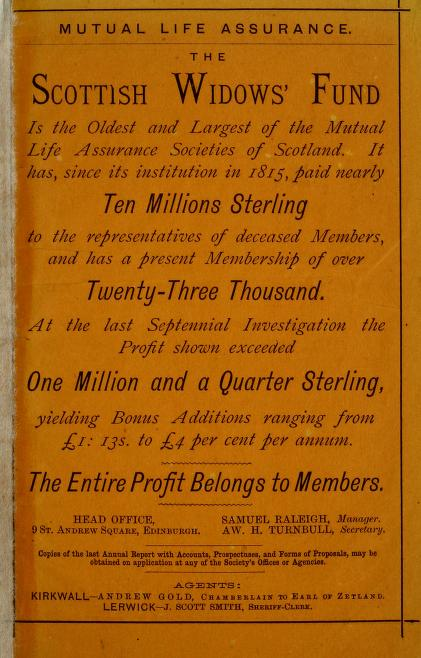
Реклама Scottish Widows в 1878 году

Компания была официальным спонсором на Олимпийских и Паралимпийских играх в Лондоне 2012 года.

## История
Идея создания компании возникла в марте 1812 года, и заключалась в «общем фонде для обеспечения продовольствием вдов, сестёр и других родственников женского пола» владельцев фондов, чтобы те не погрузились в нищету после смертей держателей средств во время и после разрушительных наполеоновских войн. Компания открылась в 1815 году и стала первым  бюро  взаимопомощи в Шотландии. 
В 1999 году группа компаний Lloyds TSB согласилась купить компанию за 7 миллиардов фунтов стерлингов.